# جو براون (لاعب هوكي الجليد)
جو براون (بالفرنسية: Stan Brown)‏ (و. 1898 – 1987 م) هو لاعب هوكي الجليد، وطبيب أسنان كندي، ولد في نورث باي، أونتاريو، مركز لعبه هو مدافع ‏، توفي عن عمر يناهز 89 عاماً.

## التعليم
تعلم في جامعة تورنتو.

## روابط خارجية
- جو براون على موقع دوري الهوكي الوطني (الإنجليزية)
- جو براون على موقع قاعة مشاهير الهوكي (لاعب أن.إتش.أل) (الإنجليزية)
- جو براون على موقع EliteProspects.com (الإنجليزية)
- جو براون على موقع HockeyDB.com (الإنجليزية)
- جو براون على موقع Hockey-Reference.com (الإنجليزية)